# Achthophora sandakana
Achthophora sandakana är en skalbaggsart som beskrevs av Heller 1924. Achthophora sandakana ingår i släktet Achthophora och familjen långhorningar. Inga underarter finns listade i Catalogue of Life.